# Kikucsi Sinkicsi
Kikucsi Sinkicsi (Tóno, 1967. április 12. –) japán válogatott labdarúgó.
A japán válogatott tagjaként részt vett az 1995-ös konföderációs kupán.

## Statisztika
| Japán válogatott | Japán válogatott | Japán válogatott |
| Időszak          | Mérk.            | gól              |
| ---------------- | ---------------- | ---------------- |
| 1994             | 5                | 0                |
| 1995             | 2                | 0                |
| Összesen         | 7                | 0                |